# Creu de Guerra (Bèlgica)
La Creu de Guerra (francès:Croix de guerre ) neerlandès: Oorlogskruis) és una condecoració militar concedida per Bèlgica.

## Concessió
Creada el 25 d'octubre de 1915, és concedida als militars per un acte de valentia davant de l'enemic. Pot ser concedida igualment als estrangers. El 20 de juliol de 1940 tornà a ser restablerta pel govern belga a l'exili. A partir de 1940 també podia ser concedida a unitats.
Pot ser concedida per altres circumstàncies que l'acció de valentia: 
- bona conducta i portador de cinc galons de front (que signifiquen un mínim de 3 anys de servei al front)
- voluntari de guerra amb més de 40 anys o menys de setze tenint un mínim de 16 mesos de servei en una unitat combatent
- presoner de guerra que torna al servei en els tres mesos següents a la seva fuga
- invàlid de guerra per ferides.[1]

Durant la Segona Guerra Mundial la Creu podia ser concedida com a condecoració d'unitat, amb la Creu sent presentada als estendards, penjant d'una corbata del mateix disseny que la medalla. La Fourragère belga podia ser concedida pel govern si una unitat era doblement condecorada amb la Creu de Guerra. La concessió de la Fourragère no era automàtic, sinó que requeria un decret específic del govern. La fourragére té els mateixos colors que el galó de la Creu, i només podien lluir-lo aquells que fossin membres de la unitat en el moment de la concessió.

## Descripció
La Creu de Guerra belga consisteix en una creu de Malta de bronze, amb espases travessades entre els braços de la creu, penjant d'una corona reial i amb perles a les puntes de la creu. L'anvers mostra un Lleó belga sobre el medalló. El revers és idèntic, però el lleó és substituït pel monograma reial.
| La Creu de Guerra amb el galó de la II Guerra Mundial | La Creu de guerra actualitat |
| II Guerra Mundial                                     | Actualitat                   |

### Agulles
- Palmes:
  - 1 palma de bronze: una citació a l'Orde del Dia de l'Exèrcit
  - 1 palma de plata: 5 palmes de bronze
  - 1 palma d'or: 5 palmes de plata
- Lleons:
  - 1 lleó de bronze: una citació a l'Orde del Dia del Regiment, de la Brigada o de la Divisió.
  - 1 lleó de plata: 5 lleons de bronze
  - 1 lleó d'or: 5 lleons de plata

| Galons de la Creu de Guerra | Galons de la Creu de Guerra                 | Galons de la Creu de Guerra      |
| I Guerra Mundial            | II Guerra Mundial                           | Actualitat                       |
| --------------------------- | ------------------------------------------- | -------------------------------- |
| Creu de Guerra belga        | Creu de Guerra Belga, Segona Guerra Mundial | Creu de guerra belga, actualitat |